# Batuana
Batuana é um gênero de traça pertencente à família Arctiidae.